# Hengelo
Hengelo este o comună și o localitate în provincia Overijssel, Țările de Jos. 

## Localități componente
Beckum, Oele, Hengelo.